# Buckingham (Florida)
Buckingham és una concentració de població designada pel cens dels Estats Units a l'estat de Florida. Segons el cens del 2000 tenia 3.742 habitants.

## Demografia
Segons el cens del 2000, Buckingham tenia 3.742 habitants, 1.283 habitatges, i 1.008 famílies. La densitat de població era de 76,2 habitants per km².
Dels 1.283 habitatges en un 31% hi vivien nens de menys de 18 anys, en un 67,3% hi vivien parelles casades, en un 6,4% dones solteres, i en un 21,4% no eren unitats familiars. En el 15% dels habitatges hi vivien persones soles el 5% de les quals corresponia a persones de 65 anys o més que vivien soles. El nombre mitjà de persones vivint en cada habitatge era de 2,67 i el nombre mitjà de persones que vivien en cada família era de 2,93.
Per edats la població es repartia de la següent manera: un 20,9% tenia menys de 18 anys, un 5,2% entre 18 i 24, un 32,9% entre 25 i 44, un 30,7% de 45 a 60 i un 10,3% 65 anys o més.
L'edat mediana era de 41 anys. Per cada 100 dones de 18 o més anys hi havia 110,6 homes.
La renda mediana per habitatge era de 51.068 $ i la renda mediana per família de 55.719 $. Els homes tenien una renda mediana de 33.176 $ mentre que les dones 25.676 $. La renda per capita de la població era de 19.103 $. Entorn del 6,4% de les famílies i el 16,8% de la població estaven per davall del llindar de pobresa.

## Poblacions més properes
El següent diagrama mostra les poblacions més properes.